# Canemàs

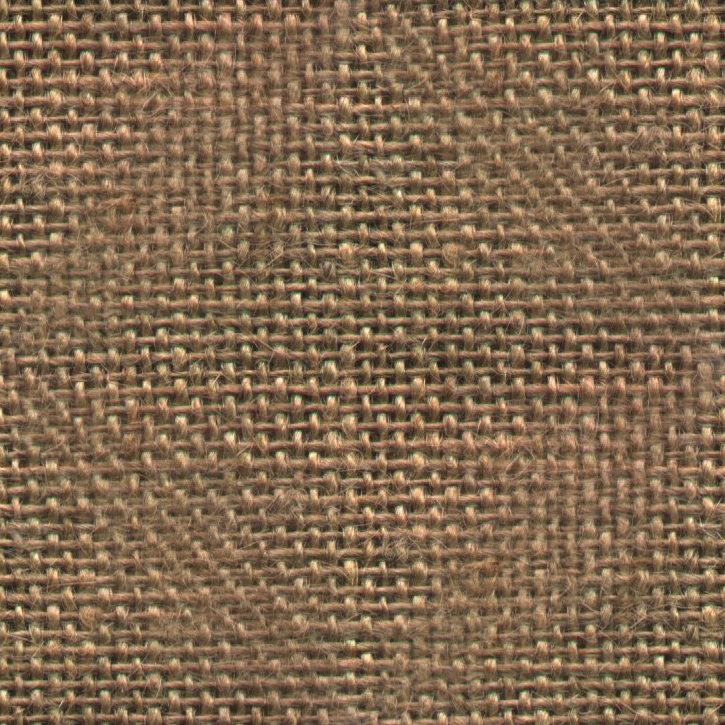
Arpillera de jute. Els canemassos més ordinaris tenien un aspecte semblant.

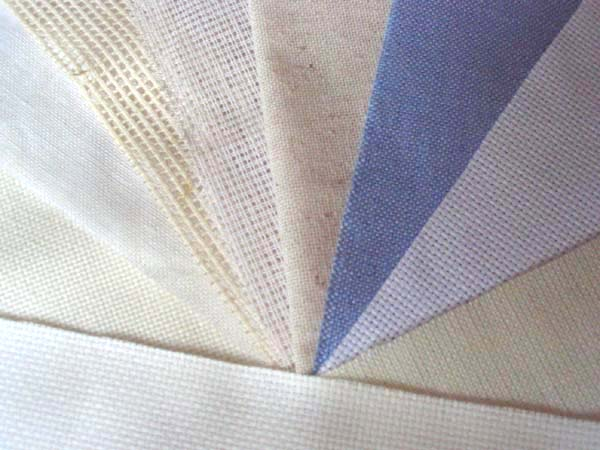
Diverses menes de teixit de canemàs per a brodar.

En els orígens el canemàs era una tela ordinària teixida amb fils de cànem, usada quan calia resistència més que aspecte o finura del teixit. S'emprava, per exemple, per a fer sacs o tendes de galera.
Les definicions modernes destaquen l'aspecte reixat del teixit, que pot ser de materials diversos, molt adequat per a servir de base a futurs brodats.
- En sentit figurat, el significat modern de canemàs s'empra sovint per a indicar l'estructura bàsica de treballs, estudis o accions posteriors encara per realitzar.[2][3]

## Variants del teixit

### Canemassos fins
Malgrat que les definicions oficials de canemàs només recullen les varietats de teixit més bastes hi ha documents que demostren la fabricació i l`ús de canemassos fins. Com és lògic, els teixits fins es teixien a partir dels fils de cànem més fins.
Un “ Diccionario de la lengua castellana” parla de les varietats més fines de canemàs, “cañamazo” (o “cañamaza”) en castellà.
A més de la qualitat de la tela, molts canemassos fins estaven tintats. Diversos colors eren possibles.
La part més important dels canemassos fins, era la de peces relativament econòmiques: tovalles, tovallons i algunes peces de vestir i per a la llar.

### Canemassos de força
Els fils de cànem més gruixuts i forts es dedicaven a la fabricació de cordes de vaixell i veles. Abans de l'arribada regular del cotó les veles es feien només de cànem amb vessos (tires de tela) tallats i cosits. Aquests teixits per a veles eren, tècnicament parlant, canemassos. Des que l'ús del cotó fou possible les veles catalanes foren de cotonia.
- Segons un llibre francès, els teixits de veles es classificaven en fins, mitjans i grossos (“fin trest”, “demi trest”, “gros trest” ; essent “trest” la grafia antiga de “trait”).[7]

### Canemassos ordinaris
Els canemassos ordinaris eren els més comuns. Fabricats a partir de fibres de cànem menys selectes es dedicaven a la fabricació de sacs i en usos de menys responsabilitat.

### Canemassos de brodar
Des de temps antics hi ha definicions de canemàs ("canevas" en francès, "canvas" en anglès) que indiquen la variant destinada a servir de suport per a brodar.
- L'any 1845 es va publicar el DICTIONNAIRE DES ARTS ET MANUFACTURES (de Charles Laboulaye i altres). Francisco de Paula Mellado va publicar la traducció al castellà el 1856. La definició de “cañamazo” en aquesta obra fa referència, exclusivament, al canemàs de brodar.
  - Traducció lliure aproximada: “Canemàs: així s'anomena una tela poc espessa de cànem, lli o cotó, els fils de la qual es creuen en quadres per a rebre els punts de brodat d'un tapís. Per tal d'obtenir el millor canemàs possible els fils usats són generalment de cotó, cada fil format per entre tres i cinc unitats i de color blanc. Aquests fils s'encolen i es premsen abans de teixir-los. Un cop teixits cal que els quadrats siguin regulars i els fils paral·lels… Durant molts anys s'ha fet servir el canemàs anomenat “canemàs Penèlope ”, teixit de forma que els fils de la trama i l'ordit se separen de dos en dos. També hi ha el “canemàs Jacquart” que proporciona la comoditat d'oferir el fons ja teixit, deixant la part del dibuix a brodar sense teixir...”.[10]

## Documents
- 1331. Armament de la Coca Sant Climent: “Sex sachs de canamás vuyts”, “Item. Un tros de canamás”[11]
- 1341-1342. En el llibre “Manual del viatge fet per Berenguer Benet a Romania, 1341-1342” es parla de canemàs prim i canemàs gros. Amb els preus corresponents.[12]
- 1344. Canemàs per a folrar la tenda d'una galera: "Vint-i-cinc canes de canemàs per a folrar la tenda, a 12 diners la cana: 1 lliura i 6 sous (fol. 23 r.)".[13]
- 1377. Drap de canemàs per a màrfegues. "Lo 16 de janer del any 1377 fou inscrita en lo Llibre de Comptes d'En dez Blada una partida en la qual consta que ha donat a en Salvador Soler, sastre de drap de Ili de Barcelona, 93 sous per dues màrfegues de drap de canyamas per als llits de Sibilia y de la dida de la filla del Senyor Rey y d'ella".[14]
- 1383. Hi ha un document que demostra l'existència de teixits de canemàs d'una certa finor i, a més, tintats de color: "Item I cobertoret de seda a obs de batajar ab sotana de canemàs blau. Item V canes e mija de canemàs blau. Item V canes e mitja de canamàs groch".[15]
- c.1400. Diversos esments de "sachs de canemàs".[16]
- 1481.[17]
- 1701. Dret o tarifa de la Generalitat de València sobre canemassos exportats.[18]
- 1741. Viatge Anson. Traducció castellana. “Cañamazo” en el sentit de “canvas”, que vol dir lona.[19]

## Les canamasseries
El terme derivat de canemàs, canamasseria, pot aplicar-se en dos àmbits diferents:
- El primer faria referència a un conjunt de teles teixides, principalment canemassos teixits de cànem.
- El segon significat correspondria a "botiga de canemassos".

### Documentació sobre "canamasseria"
- 1436. Canar sobre taulell teixits diversos. Els teixits que hom considera en el decret municipal són els següents:
  - draps de or
  - taffatans
  - terçanells
  - draps de lli
  - telas
  - canamasseria
  - fustanis
  - cotonnies

“[1436, abril, 18. Barcelona]
Sobre lo Canar en lo Taulell.
Ara hoiats totom generalment per manament del honorable Mostaçaf de Barçelona… se hagen a canar de pla sobre taulell ab cana cayrada, e, posant la cana en lo mig dels dits e no per les vores. Fonc publicada a
XVIII. de Abril M.CCCCXXXVI.”
- 1437. Canamasseria en el sentit d'una mercaderia ben definida amb una tarifa per a carregar i descarregar específica per parte dels barquers del moll de Barcelona.
- 1466. Drets de sal i canamasseria.[17]
- 1469. ASPECTES DE LA POLÍTICA FISCAL DE LA DIPUTACIÓ DEL GENERAL AL SEGLE XV: LA QÜESTIÓ DE LA SAL A L'EMPORDÀ DURANT LA GUERRA CIVIL. Drets de sal i canamaçaria de Girona.
- 1599-1629. Els impostos recaptats sobre la canamasseria eren de l'ordre del 20% del total dels impostos recaptats per la Generalitat.[20]